# Tofol
Tofol est une ville des États fédérés de Micronésie, capitale de l'État de Kosrae. Elle est située dans la municipalité de Lelu. La ville abrite le Musée d’État de Kosrae (Kosrae State Museum).

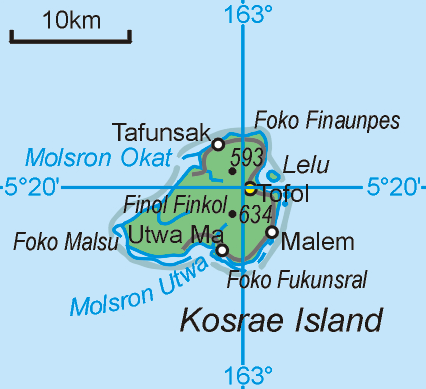
Carte de l'État de Kosrae avec la position de Tofol à l'est.